# Thrinaxodon liorhinus
Thrinaxodon liorhinus és una espècie extinta de teràpsids que visqueren al Triàsic inferior, l'única del gènere Thrinaxodon. Per l'estudi de la seva morfologia cranial, sembla que hauria tingut pèls i que podria haver estat un animal homeoterm, és a dir, de sang calenta. Se n'han trobat restes fòssils a Sud-àfrica i l'Antàrtida, terres que en aquell temps estaven unides en un mateix supercontinent, Pangea. És considerat una forma de transició vers els mamífers.